# 齊格弗里德·芬克

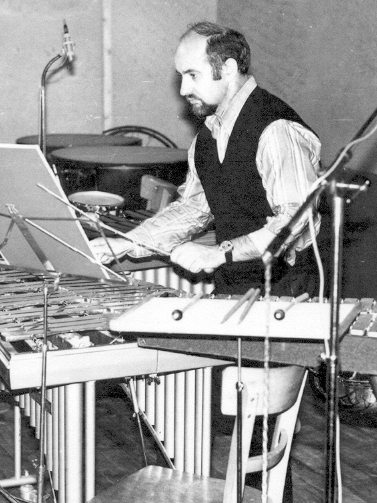
1969年的芬克

齊格弗里德·芬克（德語：Siegfried Fink，1928年2月8日—2006年5月3日），出生於德國的澤爾布斯特，是德國敲擊樂演奏家，作曲家和教授。 齊格弗里德·芬克被公認為是第二次世界大戰後德國專業敲擊樂領域發展的重要人物。

## 生平
從1948年到1951年，齊格弗里德·芬克在魏瑪音樂大學（University of Music in Weimar）跟隨阿爾弗雷德·瓦格納（Alfred Wagner）學習演奏定音鼓及敲擊樂、作曲。 在魏瑪、馬格德堡、呂貝克和漢諾威擔任過多個管弦樂團的樂師及教學職位之後，齊格弗里德·芬克在維爾茨堡音樂學院擔任了定音鼓和敲擊樂的永久教學職位。在1974年，齊格弗里德·芬克被提升為正式教授，並成為維爾茨堡著名敲擊樂工作室“Studio für Perkussion”的負責人。齊格弗里德·芬克一直擔任教授，直到1993年退休為止。在2006年5月3日，齊格弗里德·芬克於德國維爾茨堡去世。

## 成就
在齊格弗里德·芬克的指導下，維爾茨堡的敲擊樂工作室（StudiofürPerkussion）成為世界上最著名的敲擊樂學校之一。他教育了100多名學生，並開發了新的教學方法和彈奏敲擊樂器的新方法，特別是在當代藝術音樂方面。在專業的德國敲擊樂界，格弗里德·芬克被稱為敲擊樂教宗（Der Percussion-Papst）。
由於在藝術音樂和教學方面的成就，他被授予德意志聯邦共和國功勳勳章，獲得了多個藝術獎，並獲得了索非亞和巴塞羅那音樂大學博士學位。由於他一生的教學工作，他獲得了美國敲擊樂藝術協會的終身教育成就獎。
格弗里德·芬克的藝術和創作作品記錄在20多張唱片中（大多是LP）。格弗里德·芬克還擔任了幾個敲擊樂團的指揮，與數家歐洲發行商合作創立了許多敲擊樂版本的樂曲。在他的指導下，已經開發了德國音樂學校敲擊樂器教學的課程。
格弗里德·芬克創作了160多首音樂，既用於學習又用於表演。他的音樂包括獨奏作品，以及室內音樂，芭蕾舞音樂和電影配樂。他的許多學生在國際比賽中獲獎，並成為國際知名的敲擊樂手。

## 音樂作品
- 小鼓奏鳴曲（Sonata for Snare Drum）[2]
- 顫音琴組曲（Vibraphon-Suite）
- 小鼓練習曲(第一至六冊)
- 經典鍵盤敲擊樂樂曲[3]

## 著作
- 《敲擊樂的藝術敲擊》